# Comté de Saint Louis (Minnesota)
Pour les articles homonymes, voir Saint-Louis et Comté de Saint Louis.
Le comté de St. Louis est situé dans l’État du Minnesota, aux États-Unis. Il comptait 200 226 habitants en 2010. Son siège est Duluth.

## Géographie
Le comté de Saint Louis s'étend sur une superficie totale de 6 859,503 milles carrés (17 766 km2), dont 6 247,401 milles carrés (16 180,7 km2) de terres et 612,102 milles carrés (1 585,3 km2) d'étendues d'eau. Il est ainsi le plus grand comté à l'est du Mississippi. Depuis 1915, des propositions pour diviser en deux le comté sont régulièrement évoquées. Il conjugue en effet deux territoires différents : l'agglomération de Duluth au sud et l'Iron Range au nord, davantage rural.
Le comté compte de nombreux lacs. Il est bordé au sud-est par le lac Supérieur et au nord par la frontière canadienne. Il accueille en partie le parc national des Voyageurs, la forêt nationale de Superior, plusieurs parcs d'État et forêts d'État, comme la Kabetogama State Forest, et des zones protégées tel que le Kabetogama Ranger Station District.

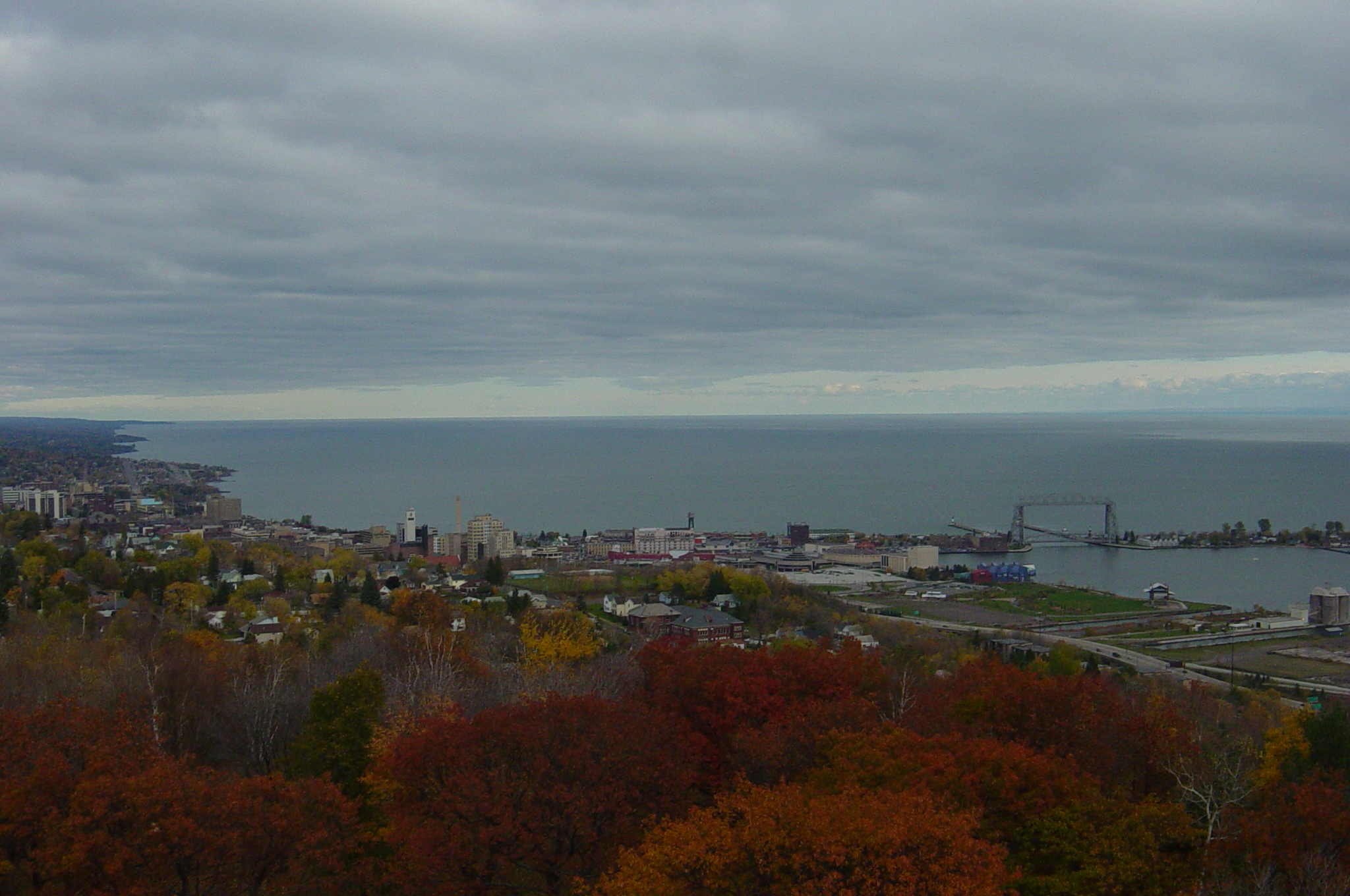
Vue de Duluth et du lac Supérieur.
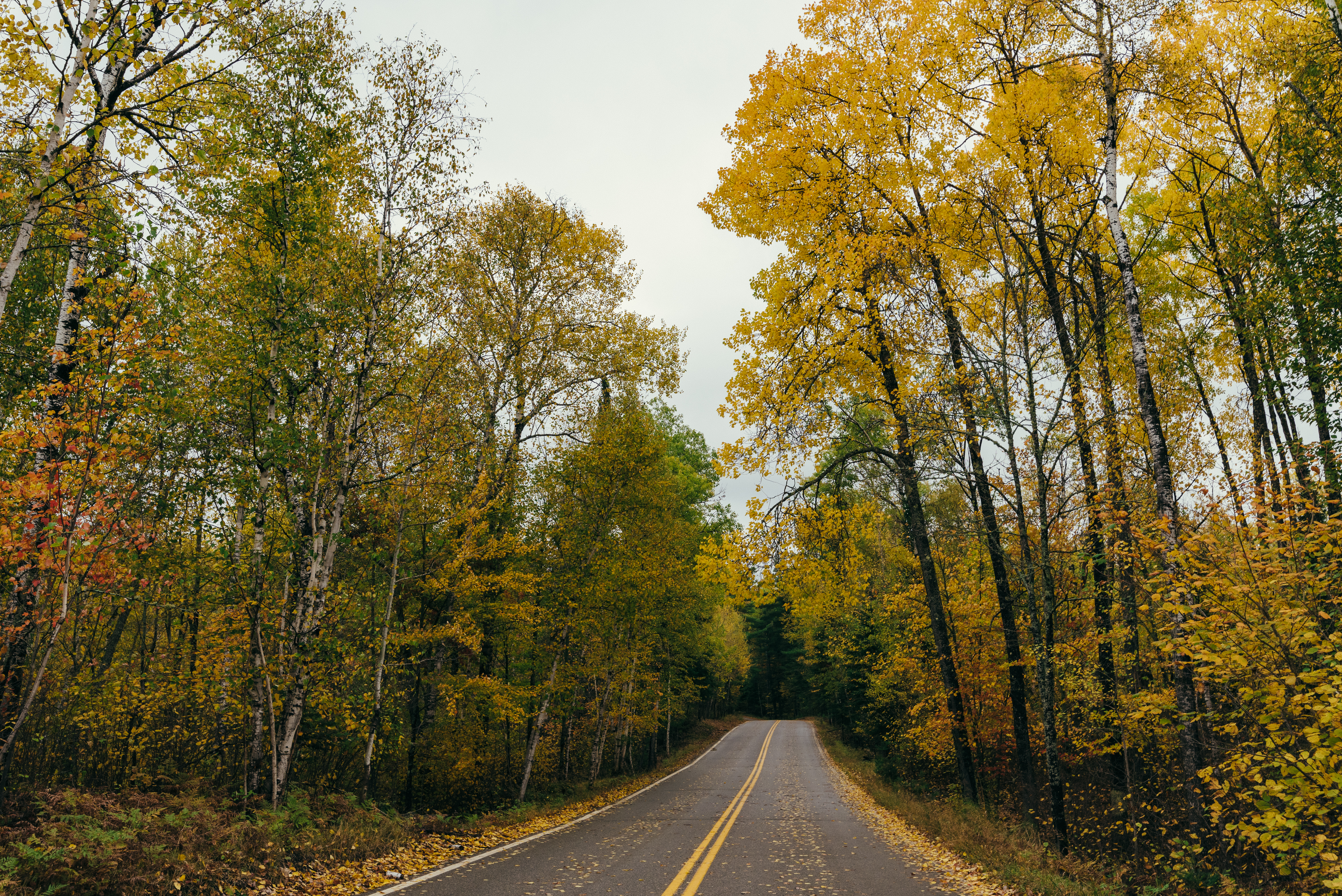
Parc d'État de Bear Head Lake.
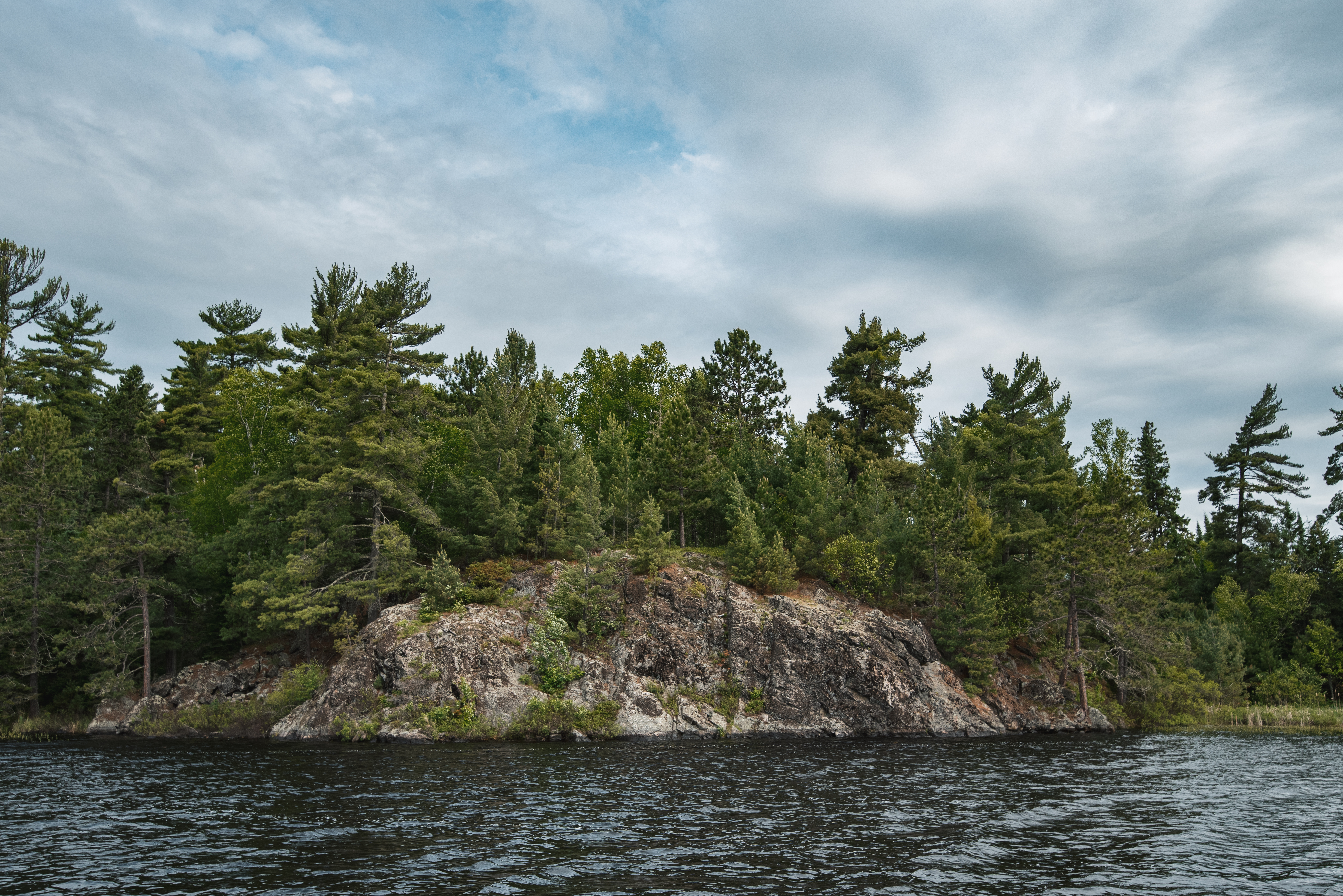
Parc d'État de Lake Vermilion.

## Histoire
La législature du Minnesota crée le comté de Saint Louis le 1er mars 1856. Elle nomme le comté en référence à la rivière Saint Louis. Le comté se développe grâce à l'industrie minière, à l'industrie du bois et à ses ports.

## Démographie
Lors du recensement de 2010, le comté compte 200 226 habitants.
Sa population est nettement plus blanche que le reste de la population, au niveau de l'État ou du pays. En 2015, 24,3 % de la population était d’origine allemande, 15,9 % d’origine norvégienne, 13 % d’origine suédoise, 10,2 % d’origine irlandaise, 6,4 % d’origine anglaise, 6 % d’origine française ou franco-canadienne, 5,9 % d’origine polonaise et 5,8 % d’origine italienne.
| Groupe          | Comté | Minnesota | États-Unis |
| --------------- | ----- | --------- | ---------- |
| Blancs          | 92,4  | 84,4      | 76,6       |
| Océaniens       | 0,1   | 0,1       | 0,2        |
| Afro-Américains | 1,6   | 6,5       | 13,4       |
| Amérindiens     | 2,4   | 1,4       | 1,3        |
| Asiatiques      | 1,1   | 5,1       | 5,8        |
| Métis           | 2,5   | 2,5       | 2,7        |
|                 |       |           |            |
| Hispaniques     | 1,7   | 5,4       | 18,1       |

Le revenu par habitant était en moyenne de 29 197 dollars par an entre 2013 et 2017, en dessous de la moyenne du Minnesota (34 712 dollars) et de la moyenne nationale (31 177 dollars). Sur cette même période, 14,5 % des habitants du comté de Saint Louis vivaient sous le seuil de pauvreté (contre 9,5 % dans l'État et 12,3 % à l'échelle des États-Unis).

## Administration et politique

### Administration

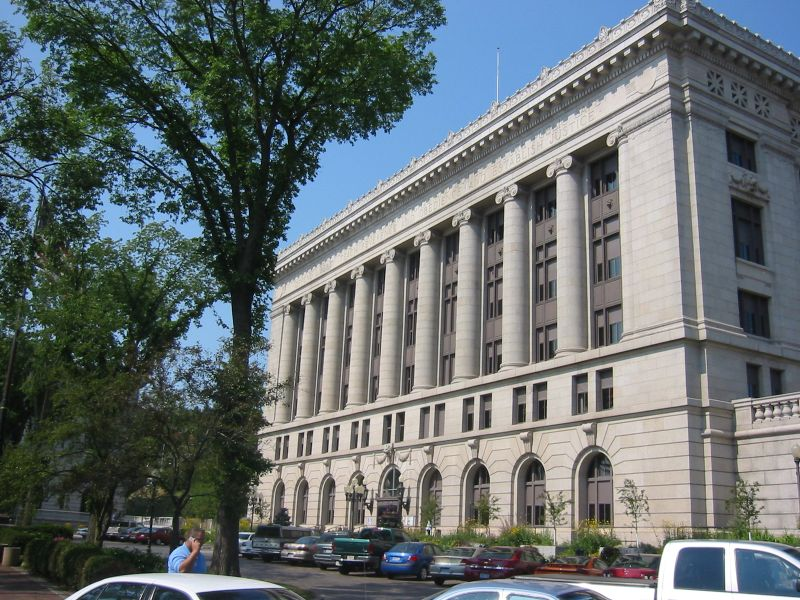
Le siège du comté à Duluth.

Le comté est notamment compétent en matière de santé, d'infrastructures et d'environnement. Il est administré par un conseil des commissaires (board of commissioners), composé de sept membres élus par district. Sont également élus à l'échelle du comté : un procureur, un shérif et un auditeur. En 2018, tous ces postes sauf un, un commissaire, sont occupés par des démocrates.

### Tendances politiques
Le comté est historiquement un bastion de la gauche locale, du Farmer-Labor Party puis du Minnesota Democratic-Farmer-Labor Party. Cela s'expliquait par le soutien des mineurs de l'Iron Range comme des métallurgistes de Duluth aux démocrates.
Lors de l'élection présidentielle américaine de 2016, Hillary Clinton remporte le comté avec environ 12 points d'avance. Au cours de cette élection, l'Iron Range, socialement conservatrice, tend davantage vers Donald Trump et le Parti républicain.

### Subdivisions
Le comté de Saint Louis comprend 27 municipalités (cities), 72 townships et, en partie, deux réserves indiennes (Bois Forte et Réserve indienne de Fond du Lac).

#### Cities
- Aurora
- Babbitt
- Biwabik
- Brookston
- Buhl
- Chisholm
- Cook
- Duluth
- Ely
- Eveleth
- Floodwood
- Gilbert
- Hermantown
- Hibbing
- Hoyt Lakes
- Iron Junction
- Kinney
- Leonidas
- McKinley
- Meadowlands
- Mountain Iron
- Orr
- Proctor
- Rice Lake
- Soudan
- Tower
- Virginia
- Winton

#### Townships
- Alango Township (en)
- Alborn Township (en)
- Alden Township (en)
- Angora Township (en)
- Arrowhead Township (en)
- Ault Township (en)
- Balkan Township (en)
- Bassett Township (en)
- Beatty Township (en)
- Biwabik Township (en)
- Breitung Township (en)
- Brevator Township (en)
- Camp 5 Township (en)
- Canosia Township (en)
- Cedar Valley Township (en)
- Cherry Township (en)
- Clinton Township (en)
- Colvin Township (en)
- Cotton Township (en)
- Crane Lake Township (en)
- Culver Township (en)
- Duluth Township (en)
- Eagles Nest Township (en)
- Ellsburg Township (en)
- Elmer Township (en)
- Embarrass Township (en)
- Fairbanks Township (en)
- Fayal Township (en)
- Field Township (en)
- Fine Lakes Township (en)
- Floodwood Township (en)
- Fredenberg Township (en)
- French Township (en)
- Gnesen Township (en)
- Grand Lake Township (en)
- Great Scott Township (en)
- Greenwood Township (en)
- Halden Township (en)
- Industrial Township (en)
- Kabetogama Township (en)
- Kelsey Township (en)
- Kugler Township (en)
- Lakewood Township (en)
- Lavell Township (en)
- Leiding Township (en)
- Linden Grove Township (en)
- McDavitt Township (en)
- Meadowlands Township (en)
- Midway Township (en)
- Morcom Township (en)
- Morse Township (en)
- Ness Township (en)
- New Independence Township (en)
- Normanna Township (en)
- North Star Township (en)
- Northland Township (en)
- Owens Township (en)
- Pequaywan Township (en)
- Pike Township (en)
- Portage Township (en)
- Prairie Lake Township (en)
- Sandy Township (en)
- Solway Township (en)
- Stoney Brook Township (en)
- Sturgeon Township (en)
- Toivola Township (en)
- Van Buren Township (en)
- Vermilion Lake Township (en)
- Waasa Township (en)
- White Township (en)
- Willow Valley Township (en)
- Wuori Township (en)

## Aires protégées
- Savanna State Forest
- District historique de Kettle Falls